# Copa Merconorte 2001
De Copa Merconorte 2001 was de vierde en laatste editie van deze voetbalcompetitie. Het toernooi stond open voor ploegen uit ploegen uit de vijf noordelijke landen van Zuid-Amerika: Bolivia, Colombia, Ecuador, Peru en Venezuela (ploegen uit het zuiden van het continent speelden in de tegenhanger van dit toernooi, de Copa Mercosur). Ook werden er ploegen uit Mexico en de Verenigde Staten uitgenodigd. Het Colombiaanse CD Los Millonarios won het toernooi door in de finale CS Emelec uit Ecuador na strafschoppen te verslaan. Emelec was de enige ploeg buiten Colombia die de finale van de Copa Meronorte wist te bereiken in de vier jaar die de competitie bestond. Titelhouder Atlético Nacional werd al in de groepsfase uitgeschakeld.

## Deelnemers
Aan de vierde Copa Merconorte deden zestien ploegen uit zeven landen mee. Behalve uit de vijf noordelijke landen van Zuid-Amerika werden er ook ploegen uit Noord-Amerika uitgenodigd. Net als vorig jaar waren er invitaties voor ploegen uit Mexico. Voor het eerst waren er ook deelnemers uit de Verenigde Staten. Ploegen konden zich niet kwalificeren voor het toernooi, maar werden uitgenodigd. Deze invitatie gebeurde op basis van (historische en huidige) sportieve resultaten en commerciële belangen. In totaal hadden Colombia, Ecuador, Mexico en Peru drie deelnemers, de Verenigde Staten hadden twee deelnemers en Bolivia en Venezuela hadden één deelnemer.
| Land                                 | Deelnemer                      | Deelnames | Beste resultaat               |
| ------------------------------------ | ------------------------------ | --------- | ----------------------------- |
| Colombia (FCF) 3 deelnemers          | América de Cali                | 3         | Winnaar (1999)                |
| Colombia (FCF) 3 deelnemers          | Club Atlético Nacional         | 3         | Winnaar (1998, 2000)          |
| Colombia (FCF) 3 deelnemers          | CD Los Millonarios             | 3         | Finale (2000)                 |
| Ecuador (FEF) 3 deelnemers           | SD Aucas                       | geen      |                               |
| Ecuador (FEF) 3 deelnemers           | Barcelona SC                   | 3         | Groepsfase (1998, 1999, 2000) |
| Ecuador (FEF) 3 deelnemers           | CS Emelec                      | 3         | Halve finale (2000)           |
| Mexico (FMF) 3 deelnemers            | CD Guadalajara                 | 1         | Halve finale (2000)           |
| Mexico (FMF) 3 deelnemers            | Club Necaxa                    | 1         | Groepsfase (2000)             |
| Mexico (FMF) 3 deelnemers            | Club Santos Laguna             | geen      |                               |
| Peru (FPF) 3 deelnemers              | Club Alianza Lima              | 3         | Halve finale (1999)           |
| Peru (FPF) 3 deelnemers              | Club Sporting Cristal          | 3         | Groepsfase (1998, 1999, 2000) |
| Peru (FPF) 3 deelnemers              | Club Universitario de Deportes | 3         | Groepsfase (1998, 1999, 2000) |
| Verenigde Staten (USSF) 2 deelnemers | Kansas City Wizards            | geen      |                               |
| Verenigde Staten (USSF) 2 deelnemers | MetroStars                     | geen      |                               |
| Bolivia (FBF) 1 deelnemer            | CSCD Blooming                  | geen      |                               |
| Venezuela (FVF) 1 deelnemer          | Deportivo Italchacao FC        | geen      |                               |

## Toernooi-opzet
De zestien deelnemende clubs werden verdeeld in vier groepen van vier teams. In de groepsfase speelde elk team twee keer (thuis en uit) tegen de drie tegenstanders. De groepswinnaars plaatsten zich voor de knock-outfase. De halve finales en de finale bestonden uit een thuis- en een uitduel. Het team dat de meeste doelpunten maakte won de wedstrijd. Bij een gelijke stand werden er strafschoppen genomen.

### Groepsfase
De groepsfase vond plaats tussen 31 juli en 22 november. De groepswinnaars plaatsten zich voor de kwartfinales.

#### Groep A
| Datum   | Team         | Score | Team         |
| ------- | ------------ | ----- | ------------ |
| 31 juli | Aucas        | 0 - 2 | Necaxa       |
| 1 aug.  | América      | 1 - 1 | Alianza Lima |
| 22 aug. | Alianza Lima | 4 - 1 | Aucas        |
| 28 aug. | Necaxa       | 1 - 0 | América      |
| 12 sep. | Aucas        | 0 - 1 | América      |
| 19 sep. | Necaxa       | 2 - 1 | Alianza Lima |
| 25 sep. | Necaxa       | 1 - 3 | Aucas        |
| 26 sep. | Alianza Lima | 1 - 2 | América      |
| 9 okt.  | Alianza Lima | 0 - 3 | Necaxa       |
| 16 okt. | América      | 1 - 3 | Necaxa       |
| 24 okt. | Aucas        | 1 - 1 | Alianza Lima |
| 1 nov.  | América      | 2 - 1 | Aucas        |

| Nr. | Club              | Wedstrijden | Wedstrijden | Wedstrijden | Wedstrijden | Doelpunten | Doelpunten | Doelpunten | Punten |
| --- | ----------------- | ----------- | ----------- | ----------- | ----------- | ---------- | ---------- | ---------- | ------ |
| Nr. | Club              | G           | W           | G           | V           | V          | T          | Saldo      | Punten |
| 1   | Club Necaxa       | 6           | 5           | 0           | 1           | 12         | 5          | +7         | 15     |
| 2   | América de Cali   | 6           | 3           | 1           | 2           | 7          | 7          | 0          | 10     |
| 3   | Club Alianza Lima | 6           | 1           | 2           | 3           | 8          | 10         | −2         | 5      |
| 4   | SD Aucas          | 6           | 1           | 1           | 4           | 6          | 11         | −5         | 4      |

#### Groep B
Guadalajara kwam niet opdagen voor hun derde wedstrijd, op 17 oktober tegen MetroStars. Als gevolg hiervan werd MetroStars een reglementaire 2–0 overwinning toegekend. De resterende wedstrijden van Guadalajara werden geschrapt en ook omgezet in een 2–0 zege voor de tegenstander.
| Datum   | Team        | Score       | Team        |
| ------- | ----------- | ----------- | ----------- |
| 8 aug.  | MetroStars  | 2 - 0       | Italchacao  |
| 9 aug.  | Guadalajara | 3 - 0       | Millonarios |
| 23 aug. | Millonarios | 5 - 0       | Italchacao  |
| 29 aug. | Millonarios | 2 - 1       | MetroStars  |
| 11 sep. | Italchacao  | 2 - 0       | Guadalajara |
| 17 okt. | MetroStars  | 2 - 0 (w/o) | Guadalajara |
| 18 okt. | Italchacao  | 3 - 0       | Millonarios |
| 24 okt. | Italchacao  | 2 - 1       | MetroStars  |
| 31 okt. | MetroStars  | 0 - 1       | Millonarios |
| Regl.   | Guadalajara | 0 - 2       | Italchacao  |
| Regl.   | Millonarios | 2 - 0       | Guadalajara |
| Regl.   | Guadalajara | 0 - 2       | MetroStars  |

| Nr. | Club                  | Wedstrijden | Wedstrijden | Wedstrijden | Wedstrijden | Doelpunten | Doelpunten | Doelpunten | Punten |
| --- | --------------------- | ----------- | ----------- | ----------- | ----------- | ---------- | ---------- | ---------- | ------ |
| Nr. | Club                  | G           | W           | G           | V           | V          | T          | Saldo      | Punten |
| 1   | CD Los Millonarios    | 6           | 4           | 0           | 2           | 10         | 7          | +3         | 12     |
| 2   | Deport. Italchacao FC | 6           | 4           | 0           | 2           | 9          | 8          | +1         | 12     |
| 3   | MetroStars            | 6           | 3           | 0           | 3           | 8          | 5          | +3         | 9      |
| 4   | CD Guadalajara        | 6           | 1           | 0           | 5           | 3          | 10         | −7         | 3      |

#### Groep C
| Datum   | Team             | Score | Team             |
| ------- | ---------------- | ----- | ---------------- |
| 1 aug.  | K.C. Wizards     | 1 - 2 | Sporting Cristal |
| 8 aug.  | Santos Laguna    | 4 - 2 | K.C. Wizards     |
| 14 aug. | Santos Laguna    | 3 - 1 | Barcelona        |
| 21 aug. | Barcelona        | 2 - 2 | Sporting Cristal |
| 29 aug. | Barcelona        | 2 - 3 | K.C. Wizards     |
| 12 sep. | Sporting Cristal | 2 - 1 | K.C. Wizards     |
| 20 sep. | Santos Laguna    | 3 - 0 | Sporting Cristal |
| 11 okt. | Barcelona        | 1 - 3 | Santos Laguna    |
| 17 okt. | K.C. Wizards     | 1 - 1 | Barcelona        |
| 23 okt. | Sporting Cristal | 2 - 1 | Santos Laguna    |
| 21 nov. | K.C. Wizards     | 0 - 1 | Santos Laguna    |
| 22 nov. | Sporting Cristal | 2 - 2 | Barcelona        |

| Nr. | Club                  | Wedstrijden | Wedstrijden | Wedstrijden | Wedstrijden | Doelpunten | Doelpunten | Doelpunten | Punten |
| --- | --------------------- | ----------- | ----------- | ----------- | ----------- | ---------- | ---------- | ---------- | ------ |
| Nr. | Club                  | G           | W           | G           | V           | V          | T          | Saldo      | Punten |
| 1   | Club Santos Laguna    | 6           | 5           | 0           | 1           | 15         | 6          | +9         | 15     |
| 2   | Club Sporting Cristal | 6           | 3           | 2           | 1           | 10         | 10         | 0          | 11     |
| 3   | Kansas City Wizards   | 6           | 1           | 1           | 4           | 8          | 12         | −4         | 4      |
| 4   | Barcelona SC          | 6           | 0           | 3           | 3           | 9          | 14         | −5         | 3      |

#### Groep D
| Datum   | Team              | Score | Team              |
| ------- | ----------------- | ----- | ----------------- |
| 9 aug.  | Atlético Nacional | 3 - 0 | Universitario     |
| 22 aug. | Blooming          | 2 - 3 | Universitario     |
| 30 aug. | Blooming          | 0 - 2 | Atlético Nacional |
| 13 sep. | Universitario     | 0 - 0 | Emelec            |
| 18 sep. | Atlético Nacional | 0 - 0 | Emelec            |
| 19 sep. | Universitario     | 2 - 0 | Blooming          |
| 26 sep. | Emelec            | 1 - 0 | Universitario     |
| 10 okt. | Blooming          | 0 - 0 | Emelec            |
| 10 okt. | Universitario     | 2 - 1 | Atlético Nacional |
| 25 okt. | Atlético Nacional | 1 - 0 | Blooming          |
| 28 okt. | Emelec            | 4 - 1 | Blooming          |
| 20 nov. | Emelec            | 3 - 0 | Atlético Nacional |

| Nr. | Club                   | Wedstrijden | Wedstrijden | Wedstrijden | Wedstrijden | Doelpunten | Doelpunten | Doelpunten | Punten |
| --- | ---------------------- | ----------- | ----------- | ----------- | ----------- | ---------- | ---------- | ---------- | ------ |
| Nr. | Club                   | G           | W           | G           | V           | V          | T          | Saldo      | Punten |
| 1   | CS Emelec              | 6           | 3           | 3           | 0           | 8          | 1          | +7         | 12     |
| 2   | Club Atlético Nacional | 6           | 3           | 1           | 2           | 7          | 5          | +2         | 10     |
| 3   | Club Universitario     | 6           | 3           | 1           | 2           | 7          | 7          | 0          | 10     |
| 4   | CSCD Blooming          | 6           | 0           | 1           | 5           | 3          | 12         | −9         | 1      |

### Knock-outfase
|  | Halve finale | Halve finale              | Halve finale | Halve finale | Halve finale |       |                    | Finale                    | Finale | Finale | Finale | Finale |
|  |              |                           |              |              |              |       |                    |                           |        |        |        |        |
|  | A1           | Club Necaxa               | 3            | 2            | 5 (1)        |       |                    |                           |        |        |        |        |
|  | B1           | CD Los Millonarios (n.s.) | 2            | 3            | 5 (3)        |       |                    |                           |        |        |        |        |
|  | B1           | CD Los Millonarios (n.s.) | 2            | 3            | 5 (3)        |       | B1                 | CD Los Millonarios (n.s.) | 1      | 1      | 2 (3)  |        |
|  |              |                           |              |              |              |       | B1                 | CD Los Millonarios (n.s.) | 1      | 1      | 2 (3)  |        |
|  |              | D1                        | CS Emelec    | 1            | 1            | 2 (1) |                    |                           |        |        |        |        |
|  | C1           | D1                        | CS Emelec    | 1            | 1            | 2 (1) | Club Santos Laguna | 4                         | 1      | 5 (2)  |        |        |
|  | C1           |                           |              |              |              |       | Club Santos Laguna | 4                         | 1      | 5 (2)  |        |        |
|  | D1           | CS Emelec (n.s.)          | 1            | 4            | 5 (4)        |       |                    |                           |        |        |        |        |

### Halve finales
De halve finales werden gespeeld op 20 en 27 november (eerste halve finale) en op 29 november en 6 december (tweede halve finale).
| Team 1             | Tot.               | Team 2             | 1e wedstr. | 2e wedstr. |
| ------------------ | ------------------ | ------------------ | ---------- | ---------- |
| Club Necaxa        | 5 - 5 (1 - 3 n.s.) | CD Los Millonarios | 3 - 2      | 2 - 3      |
| Club Santos Laguna | 5 - 5 (2 - 4 n.s.) | CS Emelec          | 4 - 1      | 1 - 4      |

### Finale
|                  |                    |       |             |                                                                            |
| 12 december 2001 | CD Los Millonarios | 1 - 1 | CS Emelec   | Estadio Nemesio Camacho, Bogotá Scheidsrechter: Luis Solórzano (Venezuela) |
| 12 december 2001 | Castro 76'         |       | 74' Tenorio | Estadio Nemesio Camacho, Bogotá Scheidsrechter: Luis Solórzano (Venezuela) |

|                  |                              |       |                                  |                                                                                       |
| 19 december 2001 | CS Emelec                    | 1 - 1 | CD Los Millonarios               | Estadio George Capwell, Santiago de Guayaquil Scheidsrechter: Gilberto Hidalgo (Peru) |
| 19 december 2001 | Tenorio 50'                  |       | 29' Jaramillo                    | Estadio George Capwell, Santiago de Guayaquil Scheidsrechter: Gilberto Hidalgo (Peru) |
| 19 december 2001 | Strafschoppen                |       |                                  | Estadio George Capwell, Santiago de Guayaquil Scheidsrechter: Gilberto Hidalgo (Peru) |
| 19 december 2001 | Hidalgo Tenorio Poroso Cagua | 1 – 3 | Rivera Orrego Gutiérrez Castillo | Estadio George Capwell, Santiago de Guayaquil Scheidsrechter: Gilberto Hidalgo (Peru) |

2–2 over twee wedstrijden. CD Los Millonarios wint met 3–1 na strafschoppen.
| Winnaar Copa Merconorte 2001 |
| ---------------------------- |
| CD Los Millonarios 1e titel  |

## Topscorers
De topscorerstitel ging met zeven doelpunten naar de Ecuadoraan Otilino Tenorio van CS Emelec.
| №  | Speler               | Club               | Goals |
| -- | -------------------- | ------------------ | ----- |
| 1. | Otilino Tenorio      | CS Emelec          | 7     |
| 2. | Alfredo Moreno       | Club Necaxa        | 6     |
| 3. | Wilson Cano          | CD Los Millonarios | 5     |
| 3. | Eduardo Lillingston  | Club Santos Laguna | 5     |
| 5. | Carlos Alfaro Moreno | Barcelona SC       | 4     |
| 5. | Jared Borgetti       | Club Santos Laguna | 4     |
| 5. | Carlos Augusto Gomes | Club Santos Laguna | 4     |
| 5. | Zaguinho             | Club Necaxa        | 4     |

Copa Merconorte: 1998 · 1999 · 2000 · 2001

Copa Mercosur: 1998 · 1999 · 2000 · 2001